# Vopak
Vopak ou Royal Vopak N.V. (Koninklijke Vopak pour les néerlandais, VPK pour Euronext) est une compagnie pétrolière et gazière néerlandaise, créée en 1999, qui fait partie de l'indice AMX.
Cette entreprise est présente dans le domaine du stockage et négoce des ressources en énergies fossiles. 

## Histoire
L'entreprise a été créée en 1999 par la fusion de Van Ommeren et Pakhoed. En 2002, l'entreprise scinde ses activités pétrolières et gaz naturel, créant pour cela une nouvelle société Univar dont le siège social est à Rotterdam.
En juillet 2009, Vopak s'associe à Shell pour la fabrication d'un terminal de gaz naturel liquéfié (GNL) - d'une capacité initiale de l'ordre de huit milliards de m3 par an - à Fos-sur-Mer.
En février 2011, Vopak s'associe à Unimills (Sime Darby) pour investir 120 millions d'euros dans la construction d'une unité de production d'huile végétale à Port-la-Nouvelle dans l'Aude.